# Sierra de Guadalupe metróállomás
Sierra de Guadalupe vagy más néven Estación de Vallecas metró- és vasútállomás Spanyolország fővárosában, Madridban a madridi metró 1-es vonalán és a Madrid-Barcelona-vasútvonalon.

## Metró- és vasútvonalak
Az állomást az alábbi metró- és vasútvonalak érintik:
- 1-es metróvonal

## Kapcsolódó állomások
A metróállomáshoz az alábbi állomások vannak a legközelebb:
- Miguel Hernández (Pinar de Chamartín, 1-es metróvonal)
- Villa de Vallecas (Valdecarros, 1-es metróvonal)